# Aloe vacillans
Aloe vacillans — травянистое суккулентное растение, вид рода алоэ подсемейства Асфоделовые семейства Ксанторреевые.
Видовой эпитет vacillans означает «качаться назад и вперед».

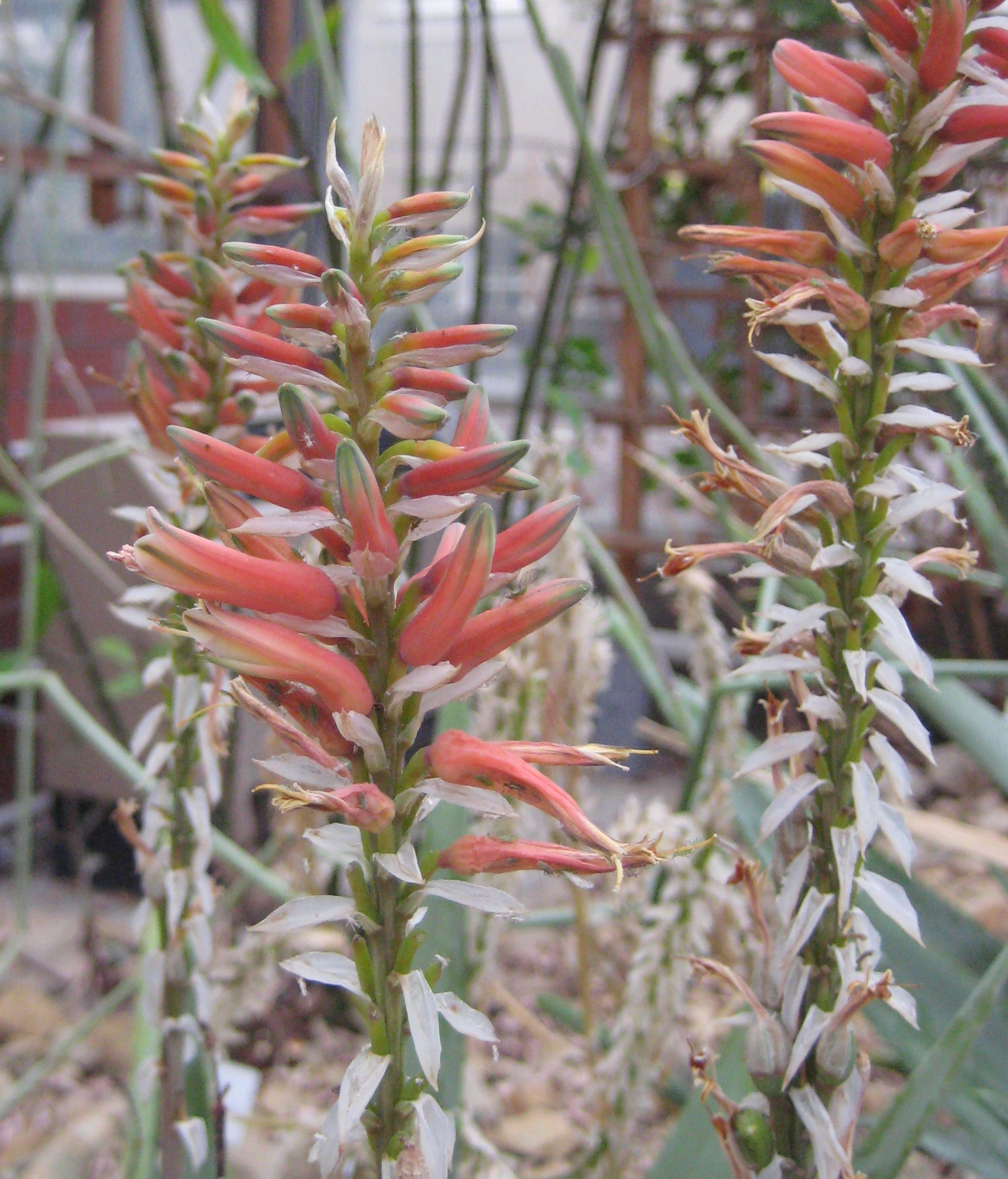
С красными цветками

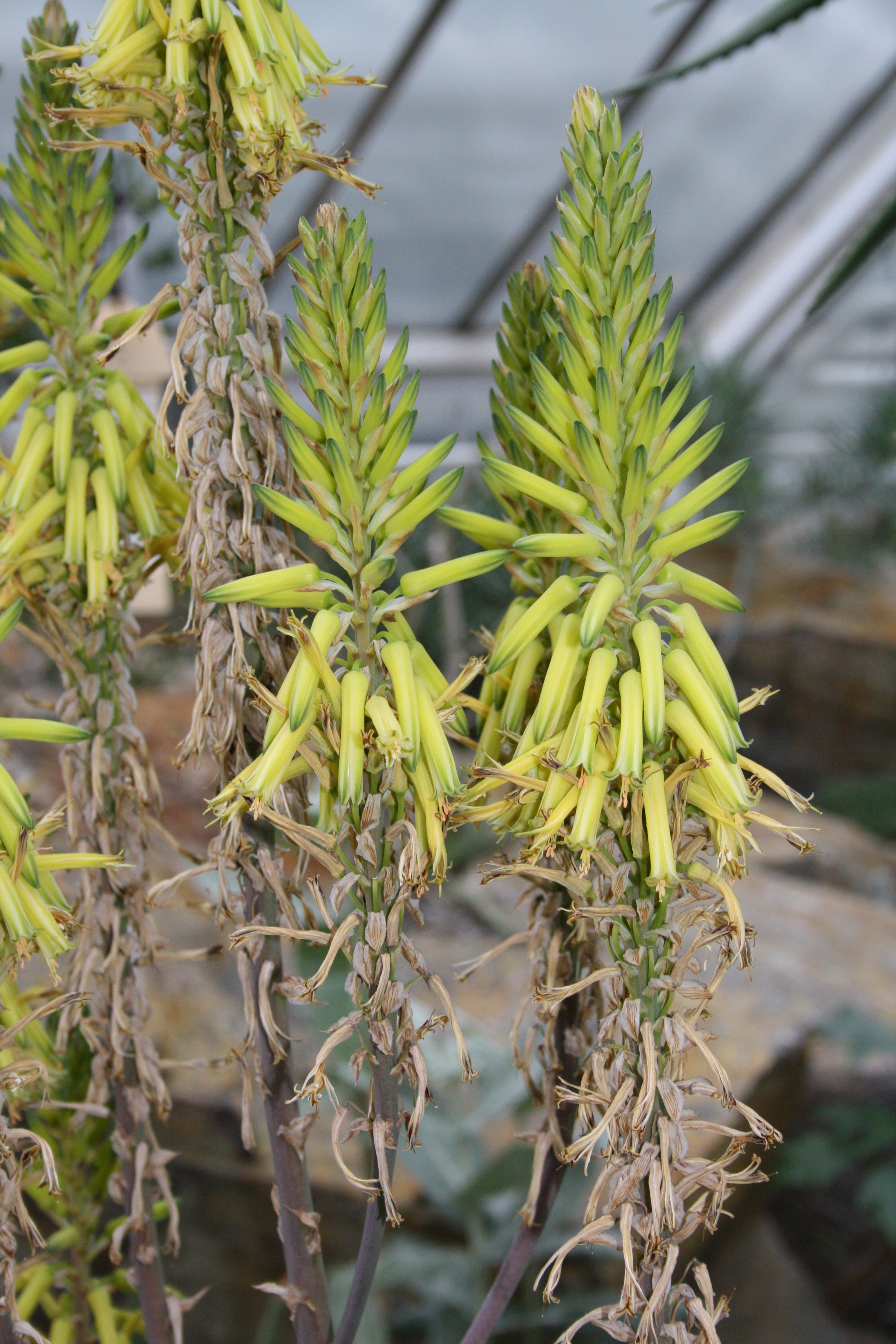
С жёлтыми цветками

## Распространение
Aloe vacillans растёт в Саудовской Аравии и Йемене на каменистых склонах и эродированных пастбищах на высотах 1300-3000 метров.

## Описание

### Стебли и листья
Aloe vacillans растет без стебеля и имеет короткую основообразующую. Появляется одиночным и похоже на произростание капуты, но только лисьтья реже только редко, а затем образуют небольшие группы. Вертикально или стелющиеся стебли достигают в длину до 50 сантиметров.
От 15 до 20 мечеобразных листьев формируют прикорневую розетку. Длина листьев составляет от 30 до 60 сантиметров, ширина — от 7 до 13 см. На нижней стороне листьев иногда присутствуют несколько шипов, расположенных посередине вблизи вершины. Поверхность листьев неровная. Коричневые или красновато-коричневые шипы, расположенные на краю листа в 6—10 мм друг от друга, имеют длину 2-3 мм.

### Соцветия и цветы
Соцветие простое и может включать до пяти ответвлений. Достигает в длину от 1 до 2 метров. Довольно плотные, цилиндрические, как гроздья винограда достигают от 35 до 40 дюймов в длину.
Яйцевидные, сужающиеся прицветники имеют длину от 10 до 15 миллиметров и 6 миллиметров в ширину. Красные или желтые цветы от 5 до 10 мм в длину ножек. Цветки длиной около 30 мм и закругленные на своей базе. На уровне яичника, цветы диаметром до 8 мм. Кроме того, они немного сужаются, а затем легко расширены до устья. Снаружи лепестки не слиты вместе на длине от 10 до 16 мм. Тычинки и пестик выступают от 2 до 3 мм вне цветка.

## Генетика
Число хромосом: 2n = 14.

## Систематика
Первое описание растение было сделано шведским ботаником Пером Форссколем в 1775 году..